# Aeropuerto Internacional de Seattle-Tacoma
El Aeropuerto Internacional de Seattle-Tacoma (del inglés: Seattle-Tacoma International Airport), (IATA: SEA, OACI: KSEA, FAA LID: SEA) es el principal aeropuerto internacional que sirve a Seattle y su área metropolitana en el estado estadounidense de Washington. Está en la ciudad de SeaTac, que lleva el nombre del apodo del aeropuerto "Sea-Tac", aproximadamente a 23 km (14 millas) al sur del centro de Seattle y 29 km (18 millas) al noreste del centro de Tacoma. El aeropuerto es el más transitado de la región del noroeste del Pacífico de América del Norte y es propiedad del Puerto de Seattle.
Todo el aeropuerto cubre un área de 3.9 millas cuadradas; 10 km² (2500 acres) y tiene tres pistas paralelas.  El aeropuerto tiene vuelos a ciudades de América del Norte, Oceanía, Europa, Medio Oriente y Asia. Es el principal centro de conexiones  de Alaska Airlines, cuya sede está cerca del aeropuerto. También es un centro y puerta de entrada internacional para Delta Air Lines, que se ha expandido en el aeropuerto desde 2011. A partir de 2022, 31 aerolíneas operan en SEA, sirviendo a 91 destinos nacionales y 28 internacionales.
En 2023, Sea-Tac atendió a 50,887,260 de pasajeros, un 2 por ciento menos que el récord histórico establecido en 2019.

## Instalaciones

### Terminales
El aeropuerto tiene 103 puertas de embarque en cuatro salas y dos edificios satélites.  Los dos edificios de la terminal satélite, denominados Satélites Norte y Sur, están conectados a las cuatro salas de la terminal principal mediante un sistema automatizado de transporte de personas de tres líneas llamado SEA Underground. El sistema de tránsito subterráneo traslada a los pasajeros dentro de las cuatro salas de la terminal central y hacia las dos terminales satélite. Todas las llegadas internacionales sin autorización previa llegan al Satélite Sur o a la Sala A, independientemente de su terminal de salida.
- La Sala A tiene 16 puertas.[8]
- La Sala B tiene 17 puertas.[8]
- La Sala C tiene 27 puertas.[8]
- La Sala D tiene 17 puertas.[8]
- El Satélite Norte tiene 20 puertas.[8]
- El Satélite Sur tiene 14 puertas.[8]

Los cinco puntos de control de seguridad en Sea–Tac están ubicados en la terminal principal y están administrados por la Administración de Seguridad en el Transporte (TSA). Todos los puntos de control ofrecen preselección Clear Secure, mientras que TSA Precheck está disponible en dos. El aeropuerto comenzó a utilizar un programa de colas virtuales, llamado SEA Spot Saver, en 2021 para reducir los tiempos de espera y controlar las multitudes en las líneas de seguridad. Los tiempos de espera en los puntos de control de la TSA durante los períodos pico de salida promediaron 20 minutos en 2019 y aumentaron durante la pandemia de COVID-19, alcanzando un máximo de 90 minutos en junio de 2023. Durante los períodos particularmente ocupados, las colas de seguridad se han acumulado en el estacionamiento principal del aeropuerto y han causado retrasos de varias horas para los pasajeros.

### Aeródromo
Las tres pistas paralelas corren casi de norte a sur, al oeste de la terminal de pasajeros, y tienen entre 2,600 y 3,600 m (8,500 y 11,900 pies) de largo. En el año calendario 2023, el aeropuerto tuvo 422,508 operaciones de aeronaves, o 1,158 por día: 99% comerciales, <1% taxi aéreo, <1% aviación general y <1% militar.
A principios de 2001 se construyó una nueva torre de control que se inauguró en noviembre de 2004, a un costo de $26 millones de dólares. El piso de la cabina de control de la nueva torre está a 71 m (233 pies) sobre el nivel del suelo; la altura total de la torre, incluidas las antenas, es de 82 m (269 pies). La cabina tiene 79 m² (850 pies cuadrados) de espacio y fue diseñada para soportar la operación de diez controladores, con posible expansión futura hasta 15. El sitio y el método de construcción de la torre fueron diseñados para maximizar la visibilidad y eficacia de los sistemas de radar. La torre de control original del aeropuerto, construida en la década de 1950, ahora es parte de la terminal de pasajeros y se utiliza como torre de control de rampa después de ser reparada por los daños causados por el terremoto de Nisqually de 2001.
Un problema recurrente en el aeropuerto es la identificación errónea de la calle de rodaje más occidental, Taxiway Tango, como pista de aterrizaje. Se colocó una "X" grande en el extremo norte de la calle de rodaje, pero muchos aviones aterrizaron en la calle de rodaje. La FAA emitió un aviso de alerta con fecha del 27 de agosto de 2009 al 24 de septiembre de 2009, instando a los aviones a tomar precauciones como REIL y otras señales visuales al aterrizar desde el norte.
En 2007, el aeropuerto se convirtió en el primero en implementar un sistema de radar aviar que proporciona monitoreo las 24 horas del día de la actividad de la vida silvestre en todo el aeródromo. Este programa piloto, diseñado e implementado con la asistencia del Centro de Excelencia en Tecnología Aeroportuaria (CEAT) de la Universidad de Illinois, tenía como objetivo disminuir los incidentes potencialmente fatales relacionados con colisiones con aves y proporcionar un banco de pruebas para la implementación de la tecnología en Estados Unidos, que se esperaba que comenzara en 2009. La tecnología es parte de una estrategia para reducir la presencia de vida silvestre en el aeródromo.
La oficina de Seattle del Servicio Meteorológico Nacional opera una estación meteorológica en el aeropuerto, con un medidor de temperatura entre las pistas central y este. El aeropuerto ha servido como lugar oficial de registro meteorológico de Seattle desde 1945.

### Transporte terrestre
El sitio del aeropuerto fue elegido en parte debido a su ubicación a lo largo de la ruta estatal 99, aproximadamente a medio camino entre Seattle y Tacoma. La Interestatal 5 y la Interestatal 405 también convergen cerca del aeropuerto, con una fácil conexión al aeropuerto a través de la Ruta Estatal 518 y la Autopista del Aeropuerto. La ruta estatal 509 corre al oeste del aeropuerto y conecta el área con West Seattle. El aeropuerto es el mayor generador de viajes en vehículos del estado.
El Puerto de Seattle ofrece estacionamiento de pago en un garage de 12,100 espacios, que se destaca por ser la estructura de estacionamiento más grande de América del Norte bajo un mismo techo. El aeropuerto también ofrece servicio de estacionamiento y estaciones de carga de vehículos eléctricos. Varias instalaciones de estacionamiento de propiedad privada se encuentran fuera del sitio, cerca del aeropuerto, con acceso a transporte.
El aeropuerto cuenta con el sistema de tren ligero Link de la Línea 1 de Sound Transit en la estación SeaTac/Airport con servicio frecuente al centro de Seattle y la Universidad de Washington. La estación se inauguró el 19 de diciembre de 2009 y está conectada a la terminal del aeropuerto a través de un puente peatonal hasta el estacionamiento del aeropuerto. Otro puente peatonal sobre International Boulevard se utiliza para acceder a la ciudad de SeaTac, a los hoteles del aeropuerto cercanos y a los autobuses del metro del condado de King, incluida la línea RapidRide A. El 24 de septiembre de 2016 se inauguró una extensión de tren ligero de 1.6 millas hacia el sur hasta la estación Angle Lake en South 200th Street.
El aeropuerto también cuenta con el sistema de autobuses King County Metro y los autobuses expresos regionales de Sound Transit. Los autobuses de Sound Transit ofrecen servicio a West Seattle, White Center, Burien, Renton, Newcastle y Bellevue a través de la Ruta 560. Por el contrario, la Ruta 574 ofrece servicio a Lakewood a través de Des Moines, Federal Way y Tacoma.
La estación Tukwila, que está aproximadamente a 5 millas al este del aeropuerto, cuenta con el servicio de tren interurbano Sounder y el tren interurbano regional Amtrak Cascades con servicio al norte hasta Vancouver, Canadá, y servicio al sur hasta Portland y Eugene en Oregón. Se puede llegar a esta estación en unos 30 minutos a través del tren ligero Central Link o el servicio de autobús RapidRide A Line y haciendo transbordo en la estación Tukwila International Boulevard al servicio de autobús RapidRide F Line.
El aeropuerto ofrece servicios de transporte puerta a puerta (Shuttle Express y Speedi Shuttle) y varios servicios regulares de autobús al aeropuerto. Los servicios incluyen Bellair Charters a Yakima y Bellingham, y Quick Shuttle al centro de Vancouver, Canadá, a través de Quick Shuttle, con otras paradas de recogida en el centro de Seattle, el Aeropuerto Internacional de Bellingham y paradas de regreso justo dentro de la frontera canadiense-estadounidense en el Aeropuerto Internacional de Vancouver.
También se encuentran disponibles taxis, limusinas y empresas de redes de transporte (Lyft, Uber y Wingz). Antes de 2019, el Puerto de Seattle subcontrataba servicios de taxi a una empresa independiente, pero cambió a gestión directa con conductores debido a las protestas por las altas tarifas de acceso. A 2023, el aeropuerto cuenta con 409 taxistas que forman parte del sindicato Teamsters Local 117.
El 17 de mayo de 2012 se inauguró una instalación consolidada de alquiler de automóviles de 9.3 ha (23 acres). La instalación está en la parte noreste del aeropuerto en la intersección de South 160th Street e International Boulevard South. El centro cuenta con 5,400 plazas de aparcamiento y puede gestionar hasta 14,000 transacciones por día. Tras la apertura de las instalaciones, se abrieron para uso general 3,200 plazas de estacionamiento en la estructura de estacionamiento central. Los pasajeros llegan a las instalaciones en un viaje de cinco minutos a bordo de uno de los 29 autobuses de piso bajo de GNC de Gillig. Anteriormente, sólo Alamo, Avis, Sixt, Budget, Hertz y National tenían automóviles en el lugar. Advantage, Dollar, Enterprise, Thrifty, EZ Rent-A-Car y Fox Rent A Car ofrecieron servicios de transporte a ubicaciones fuera del sitio. En 2012, Rent-a-Wreck fue la última empresa que quedó en no trasladarse a las instalaciones consolidadas y seguir utilizando sus propios servicios de transporte.

## Aerolíneas y destinos

### Pasajeros
| Aerolíneas              | Destinos | Sala       |
| ----------------------- | --- | ---------- |
| Aer Lingus              | Dublín | A          |
| Aeroméxico              | Ciudad de México Estacional: Guadalajara (inicia el 18 de diciembre de 2025) | S          |
| Air Canada              | Toronto–Pearson Estacional: Montreal–Trudeau | A          |
| Air Canada Express      | Vancouver | A          |
| Air France              | París–Charles de Gaulle | S          |
| Air Tahiti Nui          | Papeete | S          |
| Alaska Airlines         | Albuquerque, Anchorage, Atlanta, Austin, Baltimore, Bellingham, Billings, Boise, Boston, Bozeman, Burbank, Calgary, Cancún, Charleston (SC), Chicago–O'Hare, Cincinnati, Cleveland, Columbus–Glenn, Dallas/Fort Worth, Denver, Detroit, Edmonton, El Paso, Eugene, Fairbanks, Filadelfia, Fort Lauderdale, Fresno, Glacier Park/Kalispell, Great Falls, Helena, Honolulu, Houston–Intercontinental, Idaho Falls, Indianápolis, Jackson Hole, Juneau, Kahului, Kailua–Kona, Kansas City, Kelowna, Ketchikan, Las Vegas, Lihue, Los Ángeles, Medford, Miami, Milwaukee, Mineápolis/St. Paul, Missoula, Monterey, Nashville, Newark, Nueva Orleans, Nueva York–JFK, Oakland, Oklahoma City, Omaha, Ontario, Orange County, Orlando, Palm Springs, Phoenix–Sky Harbor, Pittsburgh, Portland (OR), Puerto Vallarta, Pullman, Raleigh/Durham, Redding, Redmond/Bend, Reno/Tahoe, Sacramento, Salt Lake City, San Antonio, San Diego, San Francisco, San José (CA), San José del Cabo, San Luis, San Luis Obispo, Santa Bárbara, Santa Rosa, Spokane, Sun Valley, Tampa, Toronto–Pearson, Tri-Cities (WA), Tucson, Vancouver, Victoria, Walla Walla, Washington–Dulles, Washington–National, Wenatchee, Wichita, Yakima Estacional: Ciudad de Belice, Eagle/Vail, Fort Myers, Hayden/Steamboat Springs, Liberia (CR), Sitka | A, C, D, N |
| All Nippon Airways      | Tokio–Haneda | S          |
| American Airlines       | Charlotte, Chicago–O'Hare, Filadelfia, Dallas/Fort Worth, Miami Estacional: Phoenix–Sky Harbor | D          |
| American Eagle          | Los Ángeles, Phoenix–Sky Harbor | D          |
| Asiana Airlines         | Seúl–Incheon | S          |
| British Airways         | Londres–Heathrow | S          |
| China Airlines          | Taipéi–Taoyuan | S          |
| Condor                  | Fráncfort | S          |
| Delta Air Lines         | Ámsterdam, Anchorage, Atlanta, Austin, Barcelona (inicia el 7 de mayo de 2026), Boston, Cancún, Chicago–O'Hare, Cincinnati, Dallas/Fort Worth, Denver, Detroit, Fairbanks, Fort Lauderdale, Honolulu, Kahului, Kailua–Kona, Kansas City, Las Vegas, Lihue, Londres–Heathrow, Los Ángeles, Miami, Mineápolis/St. Paul, Nashville, Nueva York–JFK, Orange County, Orlando, París–Charles de Gaulle, Phoenix–Sky Harbor, Portland (OR), Puerto Vallarta, Raleigh/Durham, Roma–Fiumicino (inicia el 6 de mayo de 2026), Sacramento, Salt Lake City, San Diego, San Francisco, San José del Cabo, Seúl–Incheon, Shanghái–Pudong, Spokane, Taipéi–Taoyuan, Tampa, Tokio-Haneda, Washington–Dulles, Washington–National Estacional: Juneau, Palm Springs | A, B, S    |
| Delta Connection        | Boise, Bozeman, Denver, Eugene, Lewiston, Medford, Ontario, Orange County, Portland (OR), Redmond/Bend, Sacramento, San Francisco, San José (CA), Spokane, Tri-Cities (WA), Tucson, Vancouver Estacional: Sun Valley | A, B       |
| Edelweiss Air           | Estacional: Zúrich | S          |
| Emirates                | Dubái–International | S          |
| EVA Air                 | Taipéi–Taoyuan | S          |
| Finnair                 | Estacional: Helsinki | S          |
| Frontier Airlines       | Dallas/Fort Worth, Denver, Las Vegas, Los Ángeles, Ontario, Phoenix–Sky Harbor, Salt Lake City | B          |
| Hainan Airlines         | Chongqing, Pekín–Capital | S          |
| Hawaiian Airlines       | Honolulu, Kahului, Seúl–Incheon (inicia el 12 de septiembre de 2025), Tokio–Narita Estacional: Anchorage | S          |
| Icelandair              | Reikiavik–Keflavík | S          |
| Japan Airlines          | Tokio–Narita | S          |
| JetBlue Airways         | Estacional: Boston, Nueva York–JFK | A          |
| Korean Air              | Seúl–Incheon | S          |
| Lufthansa               | Fráncfort, Múnich | S          |
| Philippine Airlines     | Manila | S          |
| Qatar Airways           | Doha | S          |
| Scandinavian Airlines   | Estacional: Copenhague | S          |
| Singapore Airlines      | Singapur | S          |
| Southwest Airlines      | Chicago–Midway, Denver, Las Vegas, Oakland, Phoenix–Sky Harbor, Sacramento, San José (CA) Estacional: Baltimore, Dallas–Love, Houston–Hobby, Kansas City, Nashville, San Luis | B          |
| StarLux Airlines        | Taipéi–Taoyuan | S          |
| Sun Country Airlines    | Mineápolis/St. Paul | D          |
| Turkish Airlines        | Estambul | S          |
| United Airlines         | Chicago–O'Hare, Denver, Houston–Intercontinental, Los Ángeles, Newark, San Francisco, Washington–Dulles | A          |
| Virgin Atlantic Airways | Londres–Heathrow | S          |
| Volaris                 | Guadalajara | S          |
| WestJet                 | Estacional: Calgary | B          |
| WestJet Encore          | Calgary, Kelowna Estacional: Edmonton | B          |

### Carga

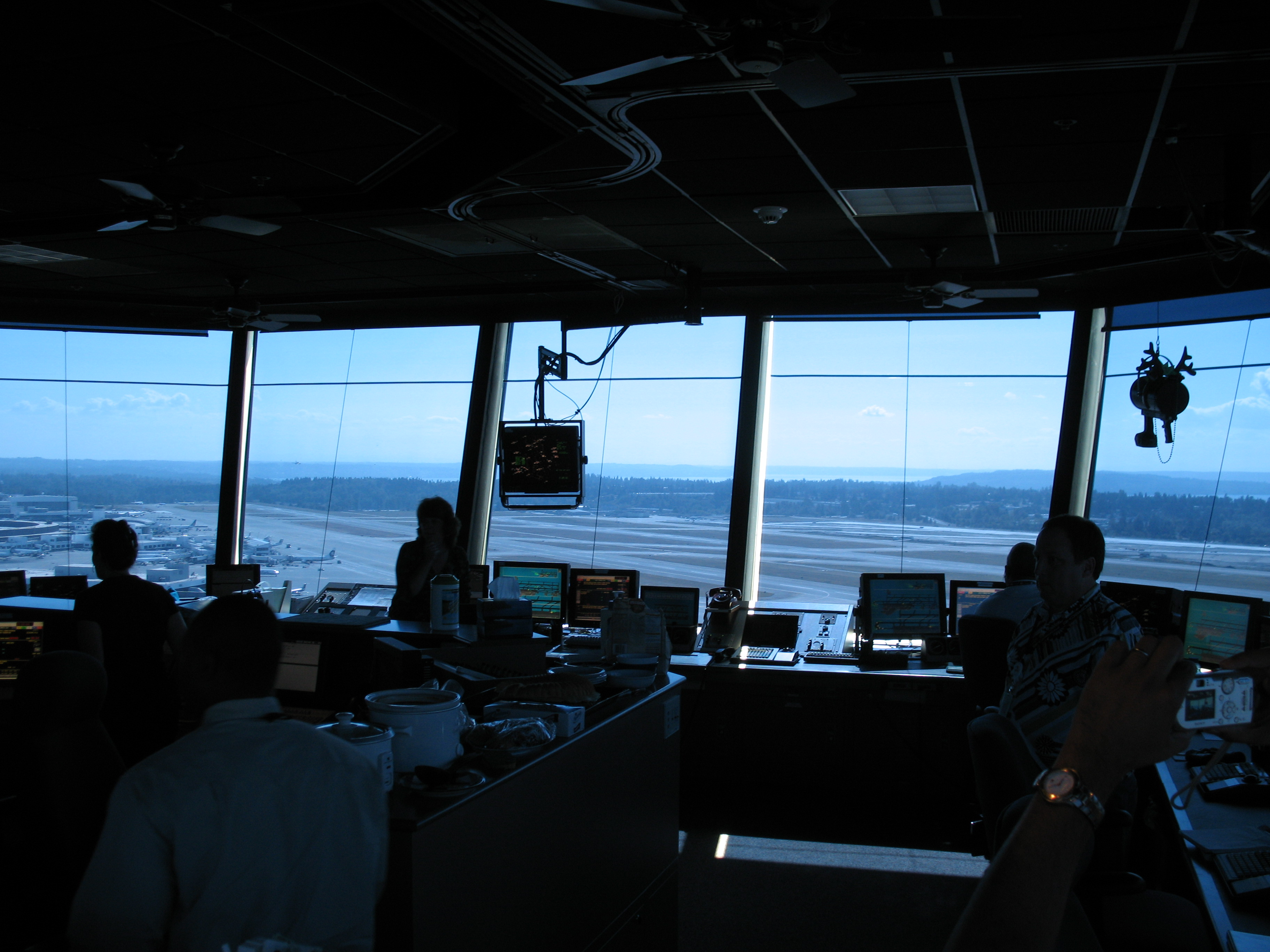
Interior de la torre de control del aeropuerto.

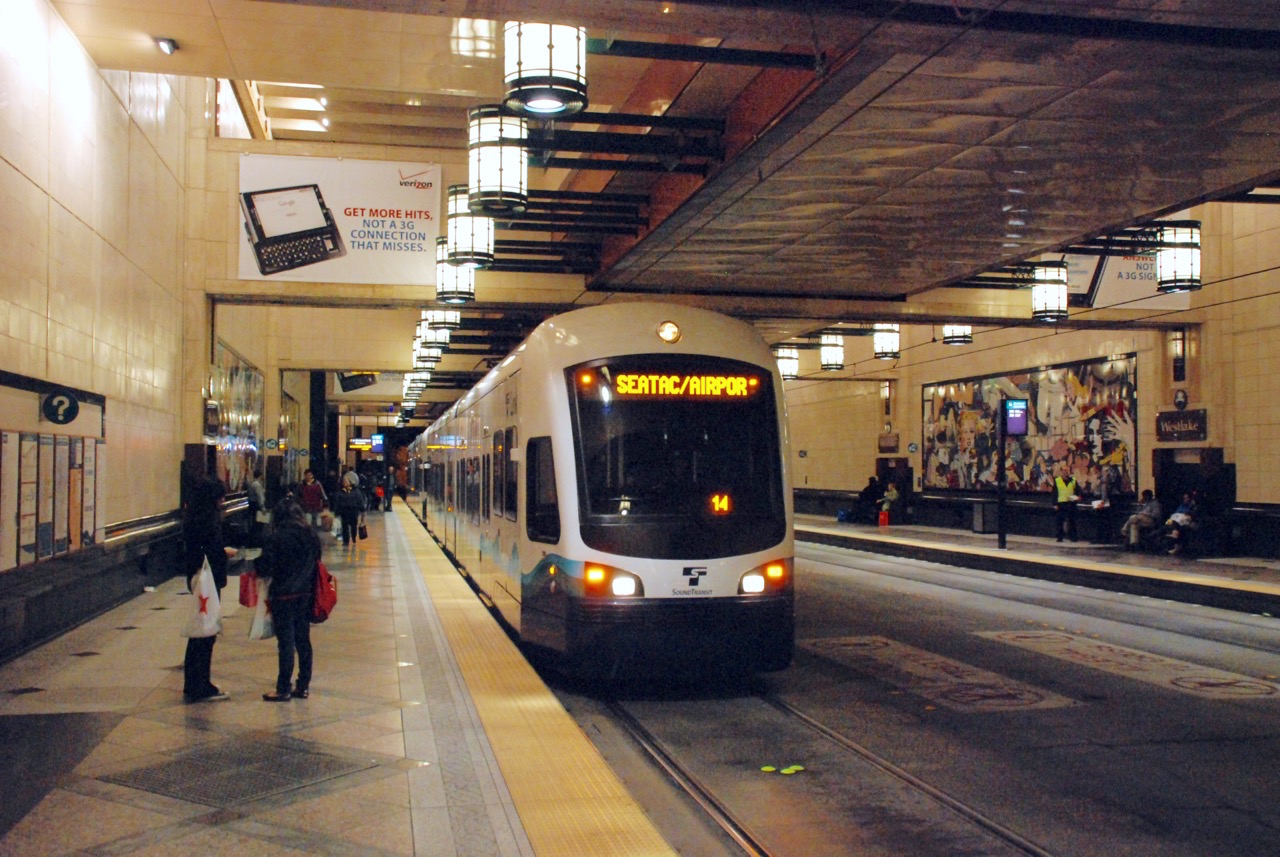
Un tren ligero Link con destino al aeropuerto en el túnel de tránsito del centro de Seattle.

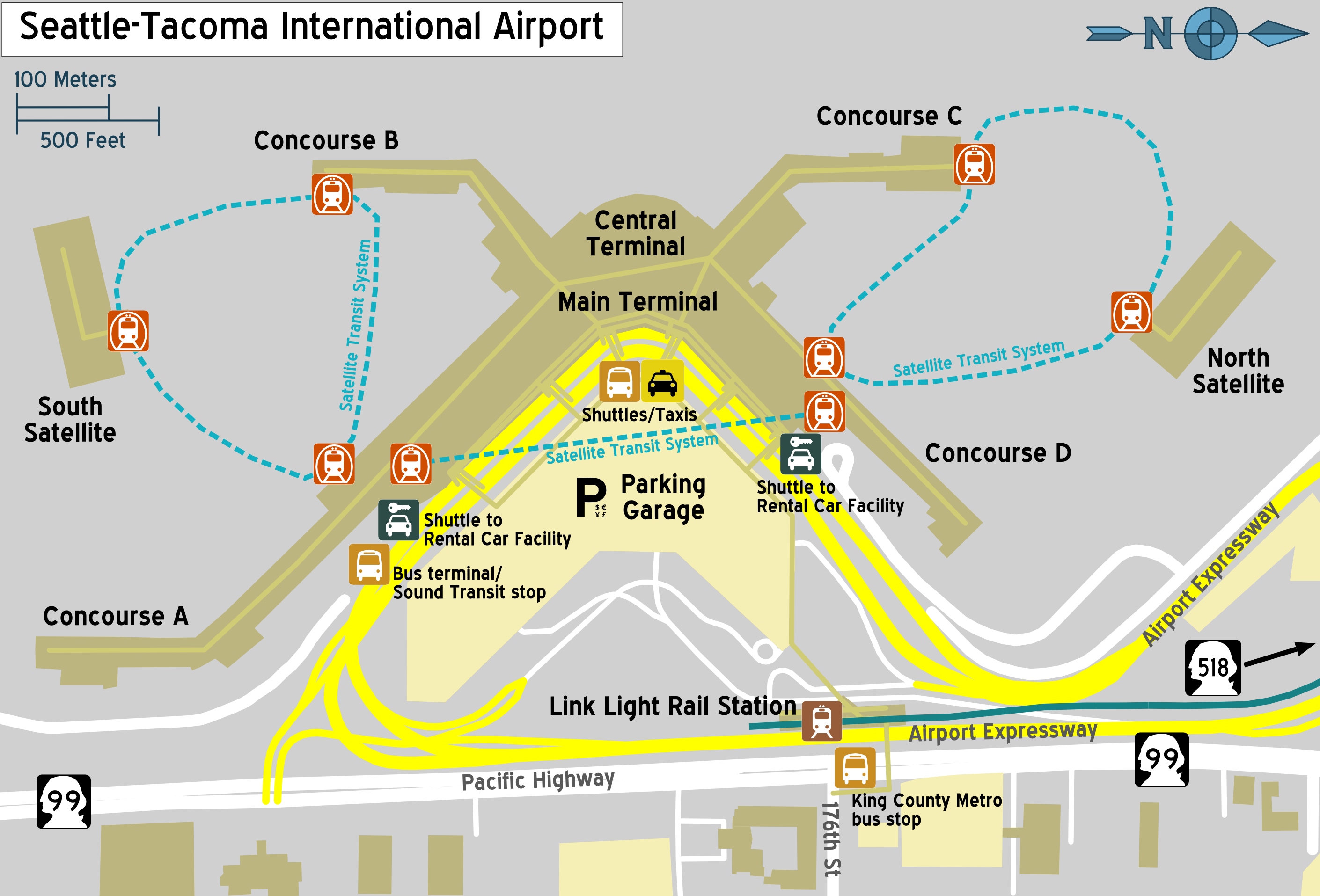
Map de la terminal de SeaTac.

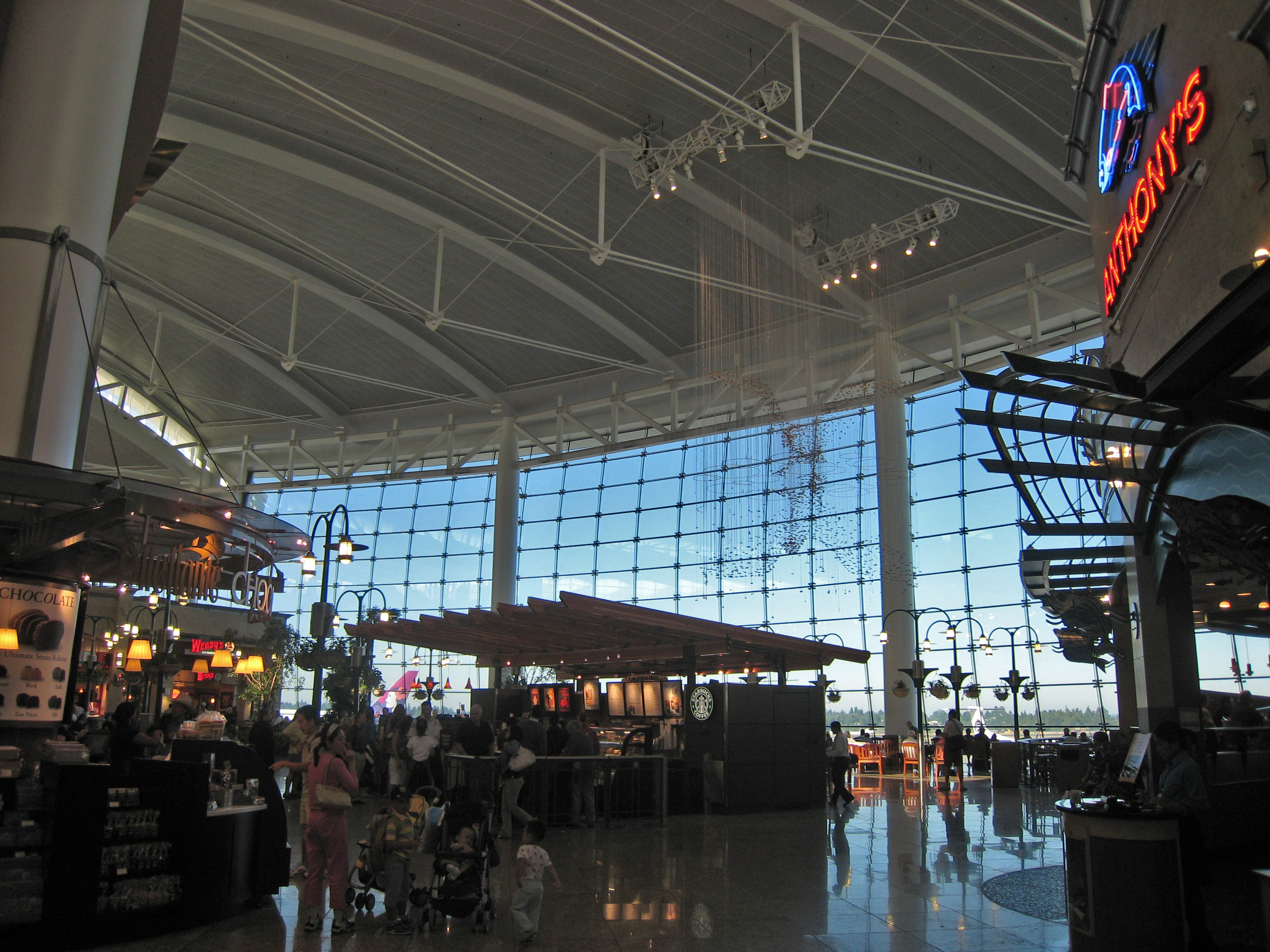
Terminal Central con vistas de las pistas de aterrizaje.

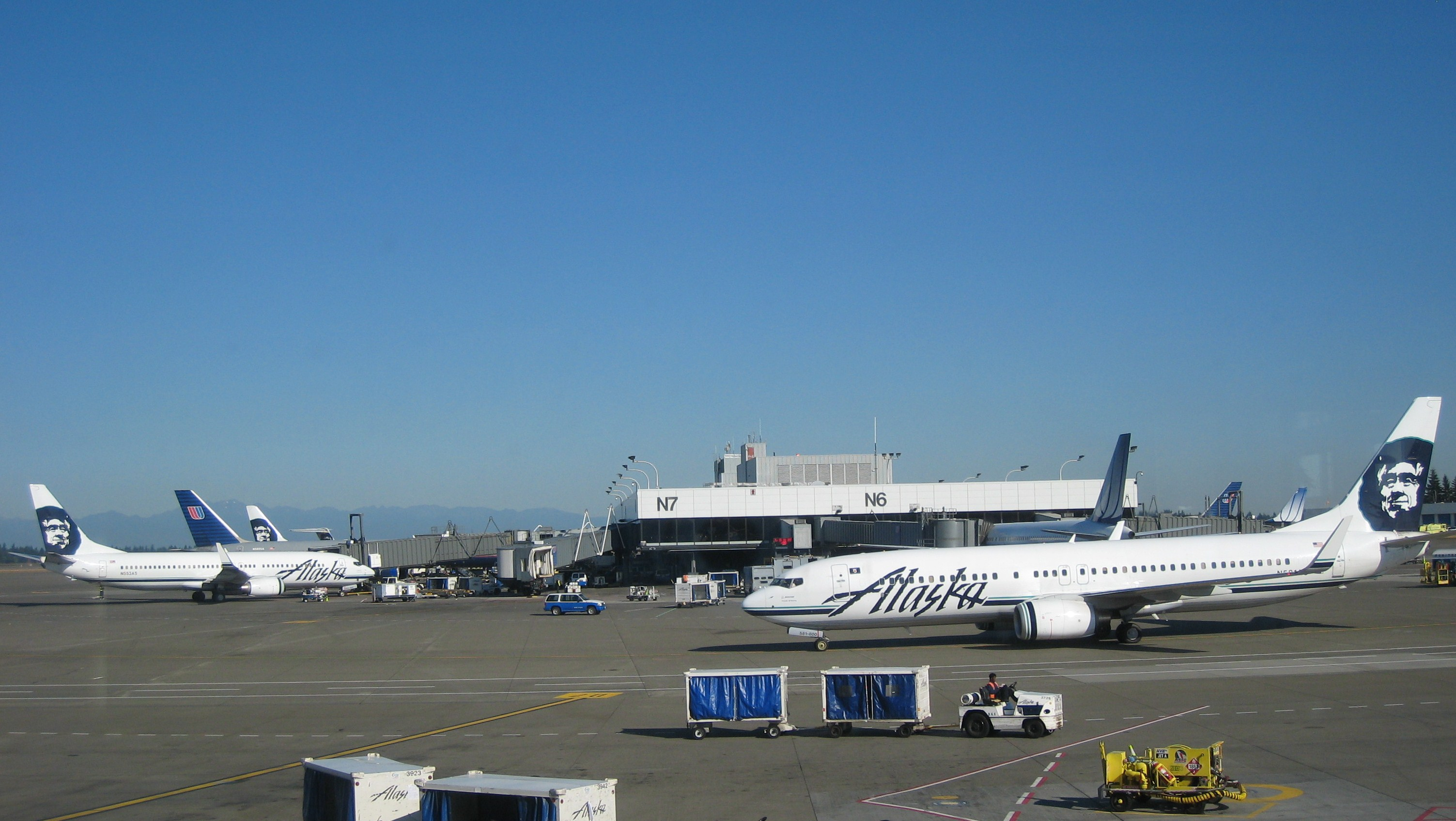
Aviones deAlaska y United en la Terminal Satélite Norte.

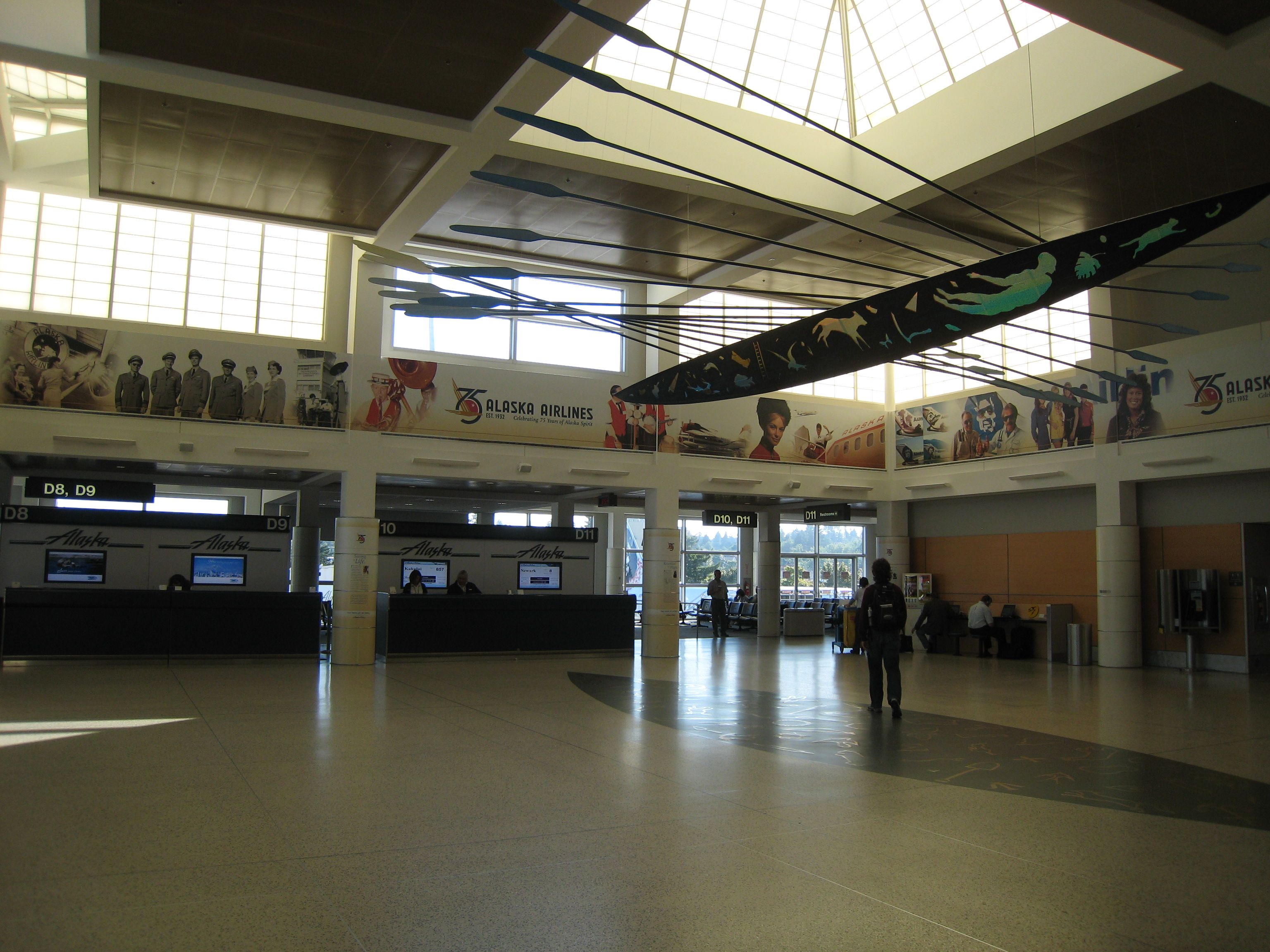
Interior de la Sala D junto a las puertas D10 y D11 de Alaska.

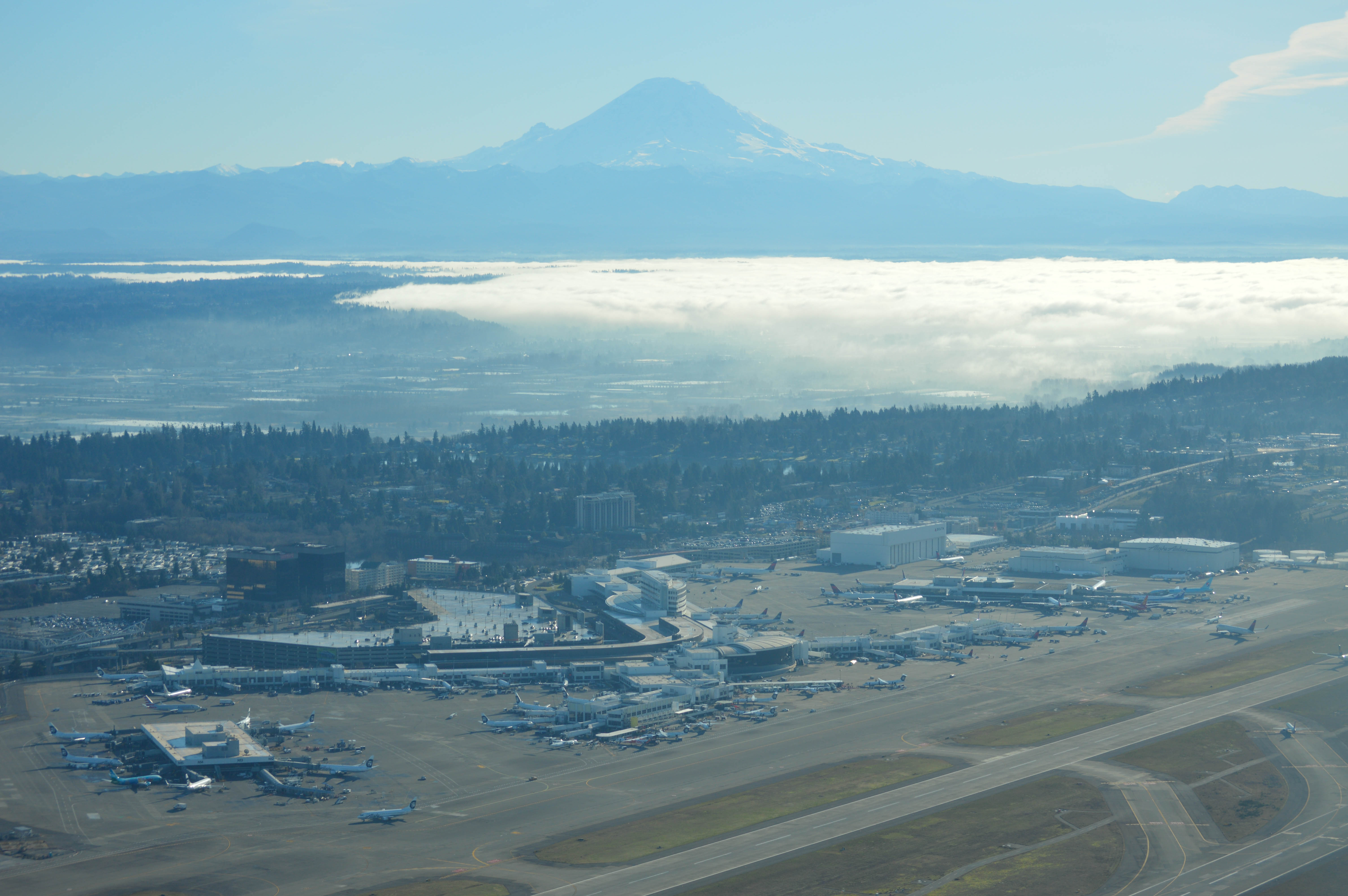
Edificio terminal de Sea Tac con el Monte Rainier al fondo.

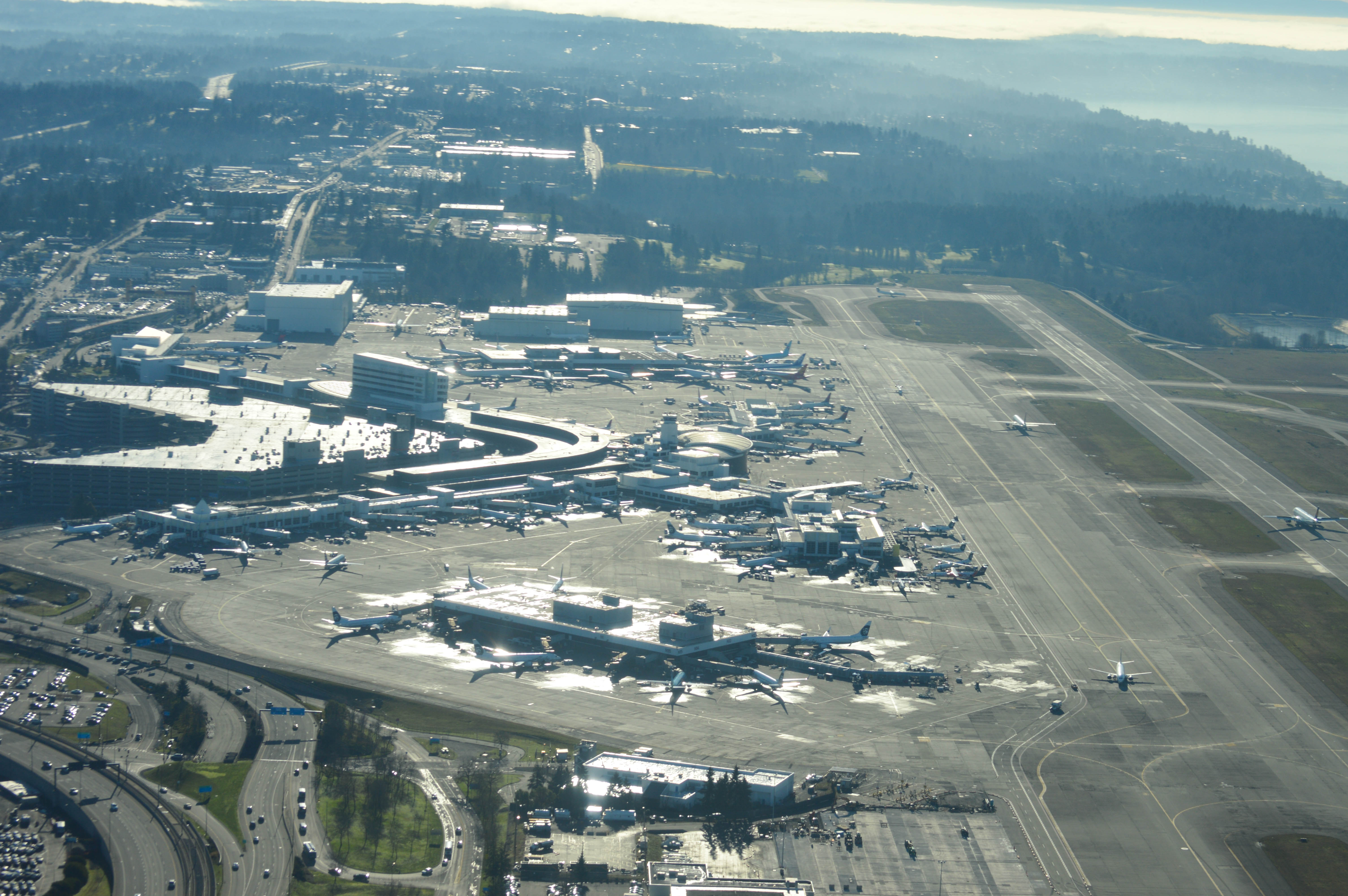
Vista aérea del aeropuerto.

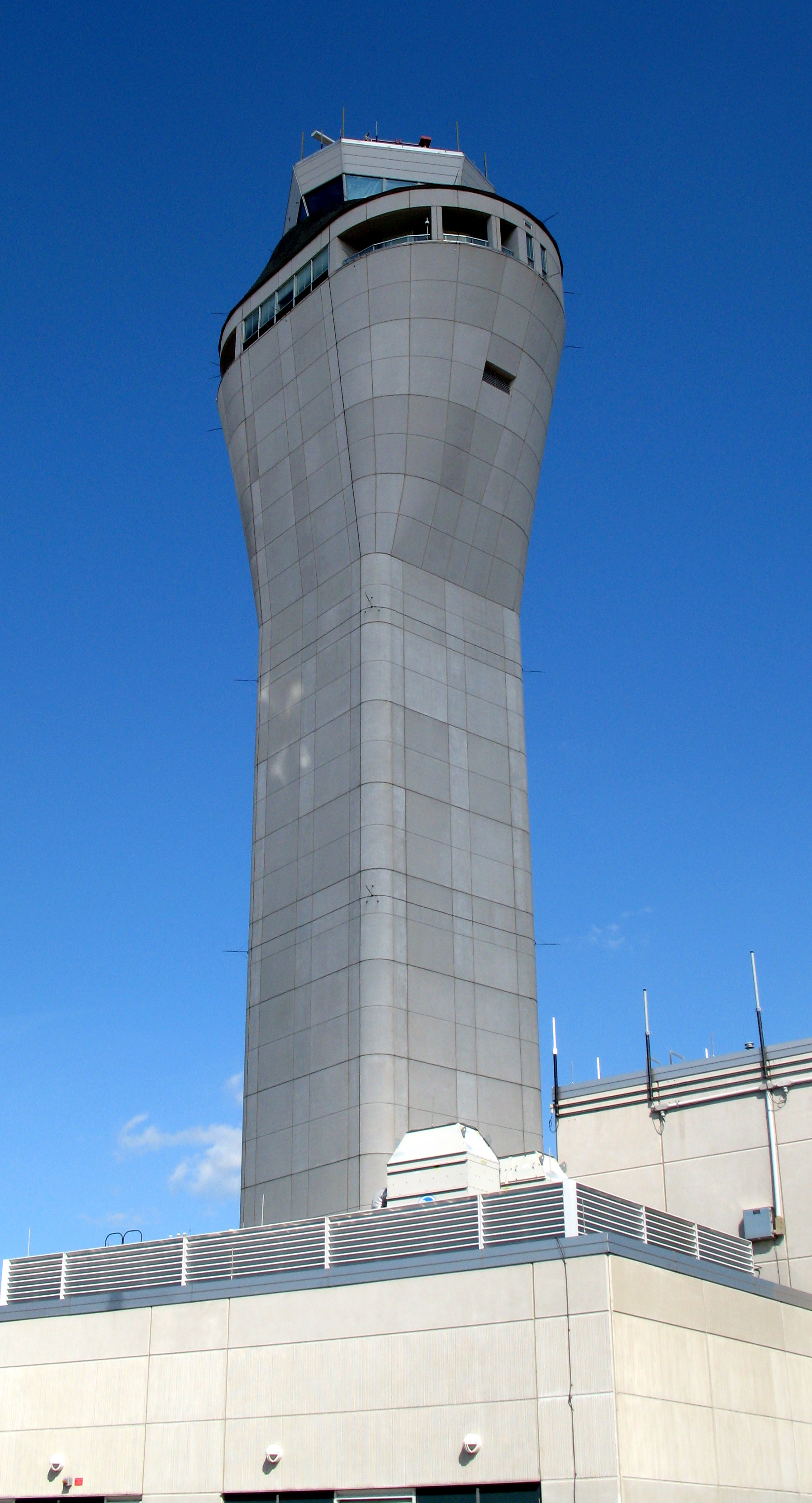
Torre de control de Sea-Tac's en 2007.

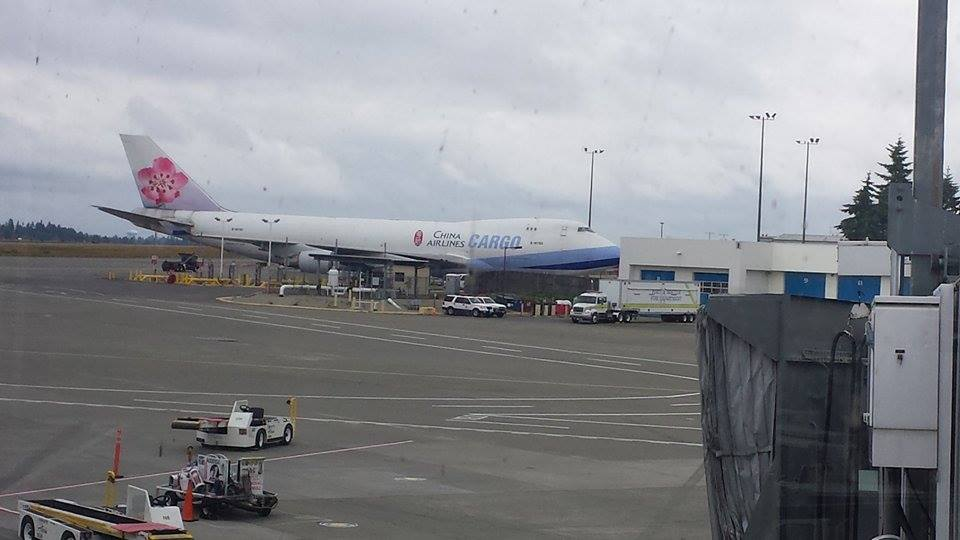
Un Boeing 747 de China Airlines Cargo en el Aeropuerto Internacional de Seattle-Tacoma el 10 de junio de 2014.

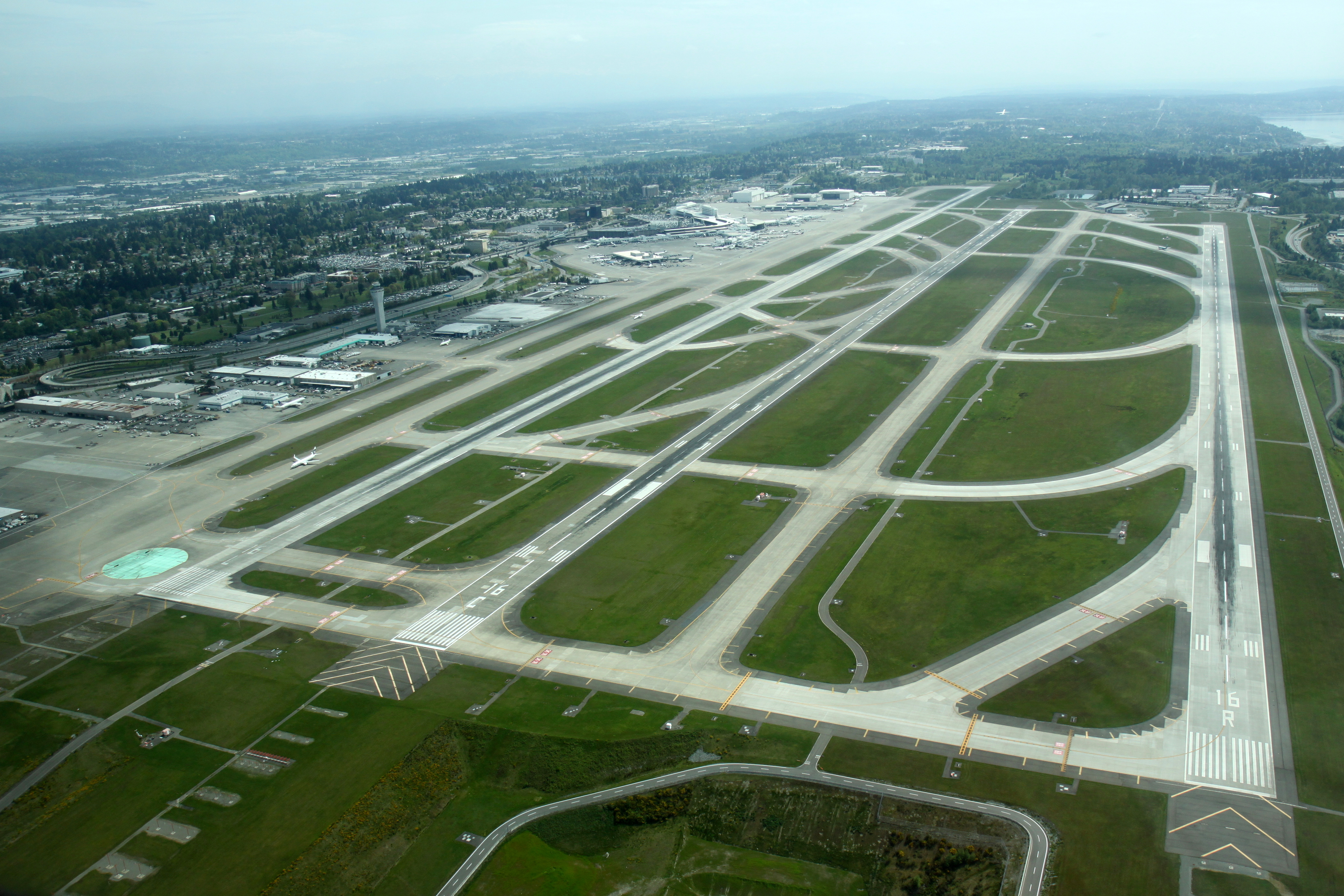
Vista aérea del aeropuerto.

| Aerolíneas               | Destinos |
| ------------------------ | --- |
| AeroLogic                | Fráncfort |
| Alaska Air Cargo         | Anchorage, Cordova, Juneau, Ketchikan, Los Ángeles, Petersburg, Sitka, Wrangell, Yakutat                                                            |
| Aloha Air Cargo          | Honolulu, Los Ángeles |
| Amazon Air               | Allentown, Anchorage, Chicago–O'Hare, Cincinnati, Hartford, Los Ángeles, Miami, Nueva York–JFK, Ontario, Riverside, San Bernardino, Wilmington (OH) |
| Ameriflight              | Moses Lake, Spokane |
| Asiana Cargo             | Chicago–O'Hare, Dallas/Fort Worth, Seúl–Incheon |
| Cargolux                 | Calgary, Glasgow–Prestwick, Los Ángeles, Luxemburgo                                                                                                 |
| China Airlines Cargo     | Anchorage, Chicago–O'Hare, Columbus–Rickenbacker, Miami, Nueva York–JFK, Taipéi–Taoyuan                                                             |
| DHL Aviation             | Cincinnati, Los Ángeles, San Francisco, Seúl–Incheon, Vancouver                                                                                     |
| EVA Air Cargo            | Anchorage, Dallas/Fort Worth, Taipéi–Taoyuan |
| FedEx Express            | Anchorage, Dallas/Fort Worth, Fort Worth/Alliance, Indianápolis, Los Ángeles, Memphis, Oakland, Ontario, Portland (OR)                              |
| FedEx Feeder             | Bellingham, Burlington/Mount Vernon, Friday Harbor, Orcas Island, Port Angeles                                                                      |
| Kalitta Air              | Los Ángeles, Vancouver |
| Korean Air Cargo         | Chicago–O'Hare, Los Ángeles, Seúl–Incheon |
| Lufthansa Cargo          | Fráncfort |
| Singapore Airlines Cargo | Anchorage, Chicago-O'Hare, Dallas/Fort Worth, Singapur                                                                                              |

### Destinos nacionales
Se brinda servicio a 96 ciudades dentro del país a cargo de 11 aerolíneas.
| Destinos nacionales del Aeropuerto de Seattle-Tacoma SEA ABQ ANC ATL AUS BWI BLI BIL BOI BOS BZN BUR CHS CLT ORD MDW CVG CLE CMH DFW DAL DEN DTW EGE EUG ELP FAI PHL FLL RSW FAT GTF HDN HLN HNL IAH HOU IDA IND JAC JNU OGG FCA MCI KTN KOA LAS LWS LIH LAX MFR MIA MKE MSO MSP MRY BNA EWR MSY JFK OAK OKC OMA ONT SNA MCO PSP PHX PIT PDX PUW RDU RDD RDM RNO SMF SLC SAT SAN SFO SJC STL SBP SBA STS SIT GEG SUN TPA PSC TUS ALW DCA IAD EAT ICT YKM | Destinos nacionales del Aeropuerto de Seattle-Tacoma SEA ABQ ANC ATL AUS BWI BLI BIL BOI BOS BZN BUR CHS CLT ORD MDW CVG CLE CMH DFW DAL DEN DTW EGE EUG ELP FAI PHL FLL RSW FAT GTF HDN HLN HNL IAH HOU IDA IND JAC JNU OGG FCA MCI KTN KOA LAS LWS LIH LAX MFR MIA MKE MSO MSP MRY BNA EWR MSY JFK OAK OKC OMA ONT SNA MCO PSP PHX PIT PDX PUW RDU RDD RDM RNO SMF SLC SAT SAN SFO SJC STL SBP SBA STS SIT GEG SUN TPA PSC TUS ALW DCA IAD EAT ICT YKM | Destinos nacionales del Aeropuerto de Seattle-Tacoma SEA ABQ ANC ATL AUS BWI BLI BIL BOI BOS BZN BUR CHS CLT ORD MDW CVG CLE CMH DFW DAL DEN DTW EGE EUG ELP FAI PHL FLL RSW FAT GTF HDN HLN HNL IAH HOU IDA IND JAC JNU OGG FCA MCI KTN KOA LAS LWS LIH LAX MFR MIA MKE MSO MSP MRY BNA EWR MSY JFK OAK OKC OMA ONT SNA MCO PSP PHX PIT PDX PUW RDU RDD RDM RNO SMF SLC SAT SAN SFO SJC STL SBP SBA STS SIT GEG SUN TPA PSC TUS ALW DCA IAD EAT ICT YKM | Destinos nacionales del Aeropuerto de Seattle-Tacoma SEA ABQ ANC ATL AUS BWI BLI BIL BOI BOS BZN BUR CHS CLT ORD MDW CVG CLE CMH DFW DAL DEN DTW EGE EUG ELP FAI PHL FLL RSW FAT GTF HDN HLN HNL IAH HOU IDA IND JAC JNU OGG FCA MCI KTN KOA LAS LWS LIH LAX MFR MIA MKE MSO MSP MRY BNA EWR MSY JFK OAK OKC OMA ONT SNA MCO PSP PHX PIT PDX PUW RDU RDD RDM RNO SMF SLC SAT SAN SFO SJC STL SBP SBA STS SIT GEG SUN TPA PSC TUS ALW DCA IAD EAT ICT YKM | Destinos nacionales del Aeropuerto de Seattle-Tacoma SEA ABQ ANC ATL AUS BWI BLI BIL BOI BOS BZN BUR CHS CLT ORD MDW CVG CLE CMH DFW DAL DEN DTW EGE EUG ELP FAI PHL FLL RSW FAT GTF HDN HLN HNL IAH HOU IDA IND JAC JNU OGG FCA MCI KTN KOA LAS LWS LIH LAX MFR MIA MKE MSO MSP MRY BNA EWR MSY JFK OAK OKC OMA ONT SNA MCO PSP PHX PIT PDX PUW RDU RDD RDM RNO SMF SLC SAT SAN SFO SJC STL SBP SBA STS SIT GEG SUN TPA PSC TUS ALW DCA IAD EAT ICT YKM | Destinos nacionales del Aeropuerto de Seattle-Tacoma SEA ABQ ANC ATL AUS BWI BLI BIL BOI BOS BZN BUR CHS CLT ORD MDW CVG CLE CMH DFW DAL DEN DTW EGE EUG ELP FAI PHL FLL RSW FAT GTF HDN HLN HNL IAH HOU IDA IND JAC JNU OGG FCA MCI KTN KOA LAS LWS LIH LAX MFR MIA MKE MSO MSP MRY BNA EWR MSY JFK OAK OKC OMA ONT SNA MCO PSP PHX PIT PDX PUW RDU RDD RDM RNO SMF SLC SAT SAN SFO SJC STL SBP SBA STS SIT GEG SUN TPA PSC TUS ALW DCA IAD EAT ICT YKM | Destinos nacionales del Aeropuerto de Seattle-Tacoma SEA ABQ ANC ATL AUS BWI BLI BIL BOI BOS BZN BUR CHS CLT ORD MDW CVG CLE CMH DFW DAL DEN DTW EGE EUG ELP FAI PHL FLL RSW FAT GTF HDN HLN HNL IAH HOU IDA IND JAC JNU OGG FCA MCI KTN KOA LAS LWS LIH LAX MFR MIA MKE MSO MSP MRY BNA EWR MSY JFK OAK OKC OMA ONT SNA MCO PSP PHX PIT PDX PUW RDU RDD RDM RNO SMF SLC SAT SAN SFO SJC STL SBP SBA STS SIT GEG SUN TPA PSC TUS ALW DCA IAD EAT ICT YKM | Destinos nacionales del Aeropuerto de Seattle-Tacoma SEA ABQ ANC ATL AUS BWI BLI BIL BOI BOS BZN BUR CHS CLT ORD MDW CVG CLE CMH DFW DAL DEN DTW EGE EUG ELP FAI PHL FLL RSW FAT GTF HDN HLN HNL IAH HOU IDA IND JAC JNU OGG FCA MCI KTN KOA LAS LWS LIH LAX MFR MIA MKE MSO MSP MRY BNA EWR MSY JFK OAK OKC OMA ONT SNA MCO PSP PHX PIT PDX PUW RDU RDD RDM RNO SMF SLC SAT SAN SFO SJC STL SBP SBA STS SIT GEG SUN TPA PSC TUS ALW DCA IAD EAT ICT YKM | Destinos nacionales del Aeropuerto de Seattle-Tacoma SEA ABQ ANC ATL AUS BWI BLI BIL BOI BOS BZN BUR CHS CLT ORD MDW CVG CLE CMH DFW DAL DEN DTW EGE EUG ELP FAI PHL FLL RSW FAT GTF HDN HLN HNL IAH HOU IDA IND JAC JNU OGG FCA MCI KTN KOA LAS LWS LIH LAX MFR MIA MKE MSO MSP MRY BNA EWR MSY JFK OAK OKC OMA ONT SNA MCO PSP PHX PIT PDX PUW RDU RDD RDM RNO SMF SLC SAT SAN SFO SJC STL SBP SBA STS SIT GEG SUN TPA PSC TUS ALW DCA IAD EAT ICT YKM |
| Destinos | Alaska Airlines | Delta Air Lines | Southwest Airlines | American Airlines | United Airlines | Frontier Airlines | Otra | # |
| --- | --- | --- | --- | --- | --- | --- | --- | --- |
| Albuquerque (ABQ) | • | | | | | | | 1 |
| Anchorage (ANC) | • | • | | | | | Hawaiian Airlines | 3 |
| Atlanta (ATL) | • | • | | | | | | 2 |
| Austin (AUS) | • | • | | | | | | 2 |
| Baltimore (BWI) | • | | • | | | | | 2 |
| Bellingham (BLI) | • | | | | | | | 1 |
| Billings (BLI) | • | | | | | | | 1 |
| Boise (BOI) | • | • | | | | | | 2 |
| Boston (BOS) | • | • | | | | | JetBlue Airways | 3 |
| Bozeman (BZN) | • | • | | | | | | 2 |
| Burbank (BUR) | • | | | | | | | 1 |
| Charleston (CHS) | • | | | | | | | 1 |
| Charlotte (CLT) | | | | • | | | | 1 |
| Chicago (ORD) | • | • | | • | • | | | 4 |
| Chicago (MDW) | | | • | | | | | 1 |
| Cincinnati (CVG) | • | • | | | | | | 2 |
| Cleveland (CLE) | • | | | | | | | 1 |
| Columbus (CMH) | • | | | | | | | 1 |
| Dallas (DFW) | • | • | | • | | • | | 4 |
| Dallas (DAL) | | | • | | | | | 1 |
| Denver (DEN) | • | • | • | | • | • | | 5 |
| Detroit (DTW) | • | • | | | | | | 2 |
| Eagle (EGE) | • | | | | | | | 1 |
| Eugene (EUG) | • | • | | | | | | 2 |
| El Paso (ELP) | • | | | | | | | 1 |
| Fairbanks (FAI) | • | • | | | | | | 2 |
| Filadelfia (PHL) | • | | | • | | | | 2 |
| Fort Lauderdale (FLL) | • | • | | | | | | 2 |
| Fort Myers (RSW) | • | | | | | | | 1 |
| Fresno (FAT) | • | | | | | | | 1 |
| Great Falls (GTF) | • | | | | | | | 1 |
| Hayden (HDN) | • | | | | | | | 1 |
| Helena (HLN) | • | | | | | | | 1 |
| Honolulu (HNL) | • | • | | | | | Hawaiian Airlines | 3 |
| Houston (IAH) | • | | | | • | | | 2 |
| Houston (HOU) | | | • | | | | | 1 |
| Idaho Falls (IDA) | • | | | | | | | 1 |
| Indianápolis (IND) | • | | | | | | | 1 |
| Jackson Hole (JAC) | • | | | | | | | 1 |
| Juneau (JNU) | • | • | | | | | | 2 |
| Kahului (OGG) | • | • | | | | | Hawaiian Airlines | 3 |
| Kailua (KOA) | • | • | | | | | | 2 |
| Kalispell (FCA) | • | | | | | | | 1 |
| Kansas City (MCI) | • | • | • | | | | | 3 |
| Ketchikan (KTN) | • | | | | | | | 1 |
| Las Vegas (LAS) | • | • | • | | | • | | 4 |
| Lewiston (LWS) | | • | | | | | | 1 |
| Lihue (LIH) | • | • | | | | | | 2 |
| Los Ángeles (LAX) | • | • | | • | • | • | | 5 |
| Medford (MFR) | • | • | | | | | | 2 |
| Miami (MIA) | • | • | | • | | | | 3 |
| Milwauke (MKE) | • | | | | | | | 1 |
| Mineápolis (MSP) | • | | | | | | Sun Country Airlines | 2 |
| Missoula (MSO) | • | | | | | | | 1 |
| Monterey (MRY) | • | | | | | | | 1 |
| Nashville (BNA) | • | • | • | | | | | 3 |
| Newark (EWR) | • | | | | • | | | 2 |
| Nueva Orleans (MSY) | • | | | | | | | 1 |
| Nueva York (JFK) | • | • | | | | | JetBlue Airways | 3 |
| Oakland (OAK) | • | | • | | | | | 2 |
| Oklahoma City (OKC) | • | | | | | | | 1 |
| Omaha (OMA) | • | | | | | | | 1 |
| Ontario (ONT) | • | • | | | | • | | 3 |
| Orange County (SNA) | • | • | | | | | | 2 |
| Orlando (MCO) | • | • | | | | | | 2 |
| Palm Springs (PSP) | • | • | | | | | | 2 |
| Phoenix (PHX) | • | • | • | • | | • | | 5 |
| Pittsburgh (PIT) | • | | | | | | | 1 |
| Portland (PDX) | • | • | | | | | | 2 |
| Pullman (PUW) | • | | | | | | | 1 |
| Raleigh (RDU) | • | • | | | | | | 2 |
| Redding (RDD) | • | | | | | | | 1 |
| Redmon (RDM) | • | • | | | | | | 2 |
| Reno (RNO) | • | | | | | | | 1 |
| Sacramento (SMF) | • | • | • | | | | | 3 |
| Salt Lake City (SLC) | • | • | | | | • | | 3 |
| San Antonio (SAT) | • | | | | | | | 1 |
| San Diego (SAN) | • | • | | | | | | 2 |
| San Francisco (SFO) | • | • | | | • | | | 3 |
| San José (SJC) | • | • | • | | | | | 3 |
| San Luis (STL) | • | | • | | | | | 2 |
| San Luis Obispo (SBP) | • | | | | | | | 1 |
| Santa Bárbara (SBA) | • | | | | | | | 1 |
| Santa Rosa (STS) | • | | | | | | | 1 |
| Sitka (SIT) | • | | | | | | | 1 |
| Spokane (GEG) | • | • | | | | | | 2 |
| Sun Valley (SUN) | • | • | | | | | | 2 |
| Tampa (TPA) | • | • | | | | | | 2 |
| Tri-Cities (PSC) | • | • | | | | | | 2 |
| Tucson (TUS) | • | • | | | | | | 2 |
| Walla Walla (ALW) | • | | | | | | | 1 |
| Washington (DCA) | • | | | | | | | 1 |
| Washington (IAD) | • | • | | | • | | | 3 |
| Wenatchee (EAT) | • | | | | | | | 1 |
| Wichita (ICT) | • | | | | | | | 1 |
| Yakima (YKM) | • | | | | | | | 1 |
| Total | 91 | 46 | 13 | 7 | 7 | 7 | 6 | 96 |

### Destinos internacionales
Se ofrece servicio a 38 destinos internacionales (6 estacionales), a cargo de 37 aerolíneas.

Países servidos por vuelos desde el Aeropuerto Internacional de Seattle-Tacoma (incluye destinos estacionales y futuros).

| Ciudades por países                                           | Nombre del aeropuerto                                  | Aerolíneas                                                                                              | Sala         |              |
| Norteamérica                                                  | Norteamérica                                           | Norteamérica                                                                                            | Norteamérica | Norteamérica |
| ------------------------------------------------------------- | ------------------------------------------------------ | --- | ------------ | ------------ |
| Canadá (7 destinos [1 estacional], 6 aerolíneas)              |                                                        | |              |              |
| Calgary                                                       | Aeropuerto Internacional de Calgary                    | Alaska Airlines / WestJet (Estacional) / WestJet Encore                                                 | A, B, C, N   |              |
| Edmonton                                                      | Aeropuerto Internacional de Edmonton                   | Alaska Airlines / WestJet Encore (Estacional)                                                           | C, N         |              |
| Kelowna                                                       | Aeropuerto Internacional de Kelowna                    | Alaska Airlines / WestJet Encore                                                                        | C, N         |              |
| Montreal                                                      | Aeropuerto Internacional Pierre Elliott Trudeau        | Air Canada (Estacional)                                                                                 | A            |              |
| Toronto                                                       | Aeropuerto Internacional Toronto Pearson               | Air Canada / Alaska Airlines                                                                            | A, C, N      |              |
| Vancouver                                                     | Aeropuerto Internacional de Vancouver                  | Air Canada Express / Alaska Airlines / Delta Connection                                                 | A            |              |
| Victoria                                                      | Aeropuerto Internacional de Victoria                   | Alaska Airlines                                                                                         | A, C, N      |              |
| México (5 destinos, 4 aerolíneas)                             |                                                        | |              |              |
| Cancún                                                        | Aeropuerto Internacional de Cancún                     | Alaska Airlines / Delta Air Lines                                                                       | S            |              |
| Ciudad de México                                              | Aeropuerto Internacional de la Ciudad de México        | Aeroméxico                                                                                              | S            |              |
| Guadalajara                                                   | Aeropuerto Internacional de Guadalajara                | Aeroméxico (Estacional) (inicia el 18 de diciembre de 2025) / Volaris                                   | S            |              |
| Puerto Vallarta                                               | Aeropuerto Internacional de Puerto Vallarta            | Alaska Airlines / Delta Air Lines                                                                       | S            |              |
| San José del Cabo                                             | Aeropuerto Internacional de Los Cabos                  | Alaska Airlines / Delta Air Lines                                                                       | S            |              |
| Centroamérica y El Caribe                                     |                                                        | |              |              |
| Belice (1 destino [estacional], 1 aerolínea)                  |                                                        | |              |              |
| Ciudad de Belice                                              | Aeropuerto Internacional Philip S. W. Goldson          | Alaska Airlines (Estacional)                                                                            | S            |              |
| Costa Rica (1 destino [estacional], 1 aerolínea)              |                                                        | |              |              |
| Liberia                                                       | Aeropuerto de Guanacaste                               | Alaska Airlines (Estacional)                                                                            | S            |              |
| Europa                                                        |                                                        | |              |              |
| Alemania (2 destinos, 2 aerolíneas)                           |                                                        | |              |              |
| Fráncfort                                                     | Aeropuerto de Fráncfort del Meno                       | Condor / Lufthansa                                                                                      | S            |              |
| Múnich                                                        | Aeropuerto Internacional de Múnich-Franz Josef Strauss | Lufthansa                                                                                               | S            |              |
| Dinamarca (1 destino [estacional], 1 aerolínea)               |                                                        | |              |              |
| Copenhague                                                    | Aeropuerto de Copenhague-Kastrup                       | Scandinavian Airlines (Estacional)                                                                      | S            |              |
| España (1 destino, 1 aerolínea)                               |                                                        | |              |              |
| Barcelona                                                     | Aeropuerto Josep Tarradellas Barcelona-El Prat         | Delta Air Lines (inicia el 7 de mayo de 2026)                                                           | S            |              |
| Francia (1 destino, 2 aerolíneas)                             |                                                        | |              |              |
| París                                                         | Aeropuerto de París-Charles de Gaulle                  | Air France / Delta Air Lines                                                                            | S            |              |
| Finlandia (1 destino [estacional], 1 aerolínea)               |                                                        | |              |              |
| Helsinki                                                      | Aeropuerto de Helsinki-Vantaa                          | Finnair (Estacional)                                                                                    | S            |              |
| Irlanda (1 destino, 1 aerolínea)                              |                                                        | |              |              |
| Dublín                                                        | Aeropuerto de Dublín                                   | Aer Lingus                                                                                              | A            |              |
| Islandia (1 destino, 1 aerolínea)                             |                                                        | |              |              |
| Reikiavik                                                     | Aeropuerto Internacional de Keflavík                   | Icelandair                                                                                              | S            |              |
| Italia (1 destino, 1 aerolínea)                               |                                                        | |              |              |
| Roma                                                          | Aeropuerto de Roma-Fiumicino                           | Delta Air Lines (inicia el 6 de mayo de 2026)                                                           | S            |              |
| Países Bajos (1 destino, 1 aerolínea)                         |                                                        | |              |              |
| Ámsterdam                                                     | Aeropuerto de Ámsterdam-Schiphol                       | Delta Air Lines                                                                                         | S            |              |
| Reino Unido (1 destino, 3 aerolíneas)                         |                                                        | |              |              |
| Londres                                                       | Aeropuerto de Londres-Heathrow                         | British Airways / Delta Air Lines / Virgin Atlantic Airways                                             | S            |              |
| Turquía (1 destino, 1 aerolínea)                              |                                                        | |              |              |
| Estambul                                                      | Aeropuerto de Estambul                                 | Turkish Airlines                                                                                        | S            |              |
| Suiza (1 destino [estacional], 1 aerolínea)                   |                                                        | |              |              |
| Zúrich                                                        | Aeropuerto Internacional de Zúrich                     | Edelweiss Air (Estacional)                                                                              | S            |              |
| Asia                                                          |                                                        | |              |              |
| Catar (1 destino, 1 aerolínea)                                |                                                        | |              |              |
| Doha                                                          | Aeropuerto Internacional Hamad                         | Qatar Airways                                                                                           | S            |              |
| China (3 destinos, 2 aerolíneas)                              |                                                        | |              |              |
| Chongqing                                                     | Aeropuerto Internacional de Chongqing-Jiangbei         | Hainan Airlines                                                                                         | S            |              |
| Pekín                                                         | Aeropuerto Internacional de Pekín-Capital              | Hainan Airlines                                                                                         | S            |              |
| Shanghái                                                      | Aeropuerto Internacional de Shanghái-Pudong            | Delta Air Lines                                                                                         | S            |              |
| Corea del Sur (1 destino, 4 aerolíneas)                       |                                                        | |              |              |
| Seúl                                                          | Aeropuerto Internacional de Incheon                    | Asiana Airlines / Delta Air Lines / Hawaiian Airlines (inicia el 12 de septiembre de 2025) / Korean Air | S            |              |
| EAU (1 destino, 1 aerolínea)                                  |                                                        | |              |              |
| Dubái                                                         | Aeropuerto Internacional de Dubái                      | Emirates                                                                                                | S            |              |
| Filipinas (1 destino, 1 aerolínea)                            |                                                        | |              |              |
| Manila                                                        | Aeropuerto Internacional Ninoy Aquino                  | Philippine Airlines                                                                                     | S            |              |
| Japón (2 destinos, 4 aerolíneas)                              |                                                        | |              |              |
| Tokio                                                         | Aeropuerto Internacional de Narita                     | Hawaiian Airlines / Japan Airlines                                                                      | S            |              |
| Tokio                                                         | Aeropuerto Internacional de Haneda                     | All Nippon Airways / Delta Air Lines                                                                    | S            |              |
| Singapur (1 destino, 1 aerolínea)                             |                                                        | |              |              |
| Singapur                                                      | Aeropuerto Internacional de Singapur                   | Singapore Airlines                                                                                      | S            |              |
| Taiwán (1 destino, 4 aerolíneas)                              |                                                        | |              |              |
| Taipéi                                                        | Aeropuerto Internacional de Taiwán Taoyuan             | China Airlines / Delta Air Lines / EVA Air / StarLux Airlines                                           | S            |              |
| Oceanía                                                       |                                                        | |              |              |
| Polinesia Francesa (1 destino, 1 aerolínea)                   |                                                        | |              |              |
| Papeete                                                       | Aeropuerto Internacional Faa'a                         | Air Tahiti Nui                                                                                          | S            |              |
| Total: 38 destinos (6 estacionales), 25 países, 37 aerolíneas |                                                        | |              |              |

## Estadísticas

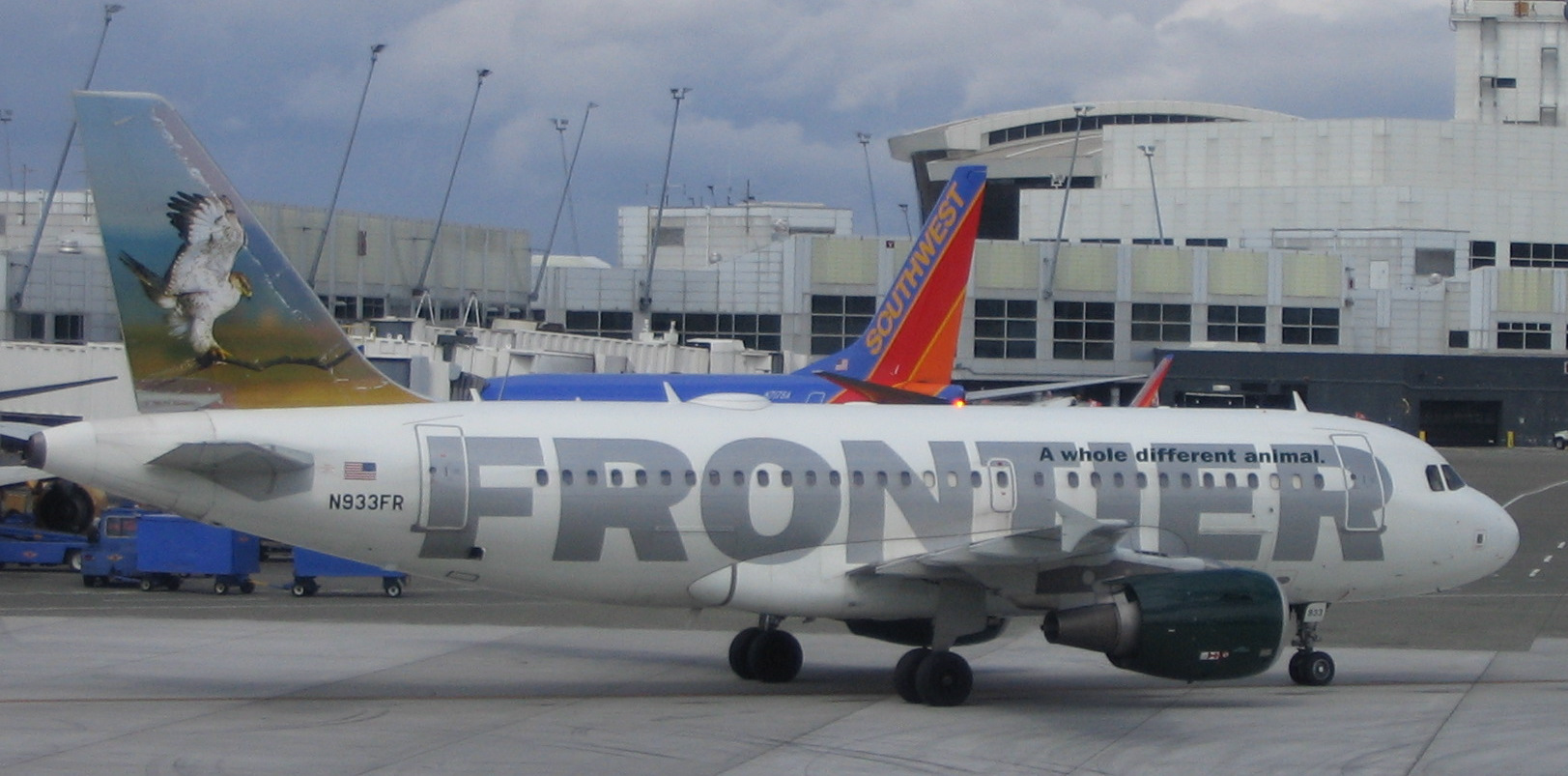
Airbus A319 de Frontier Airlines 'Sebastian the Ferruginous Hawk' (N933FR) en SeaTac con un Boeing 737 de Southwest Airlines en el fondo.

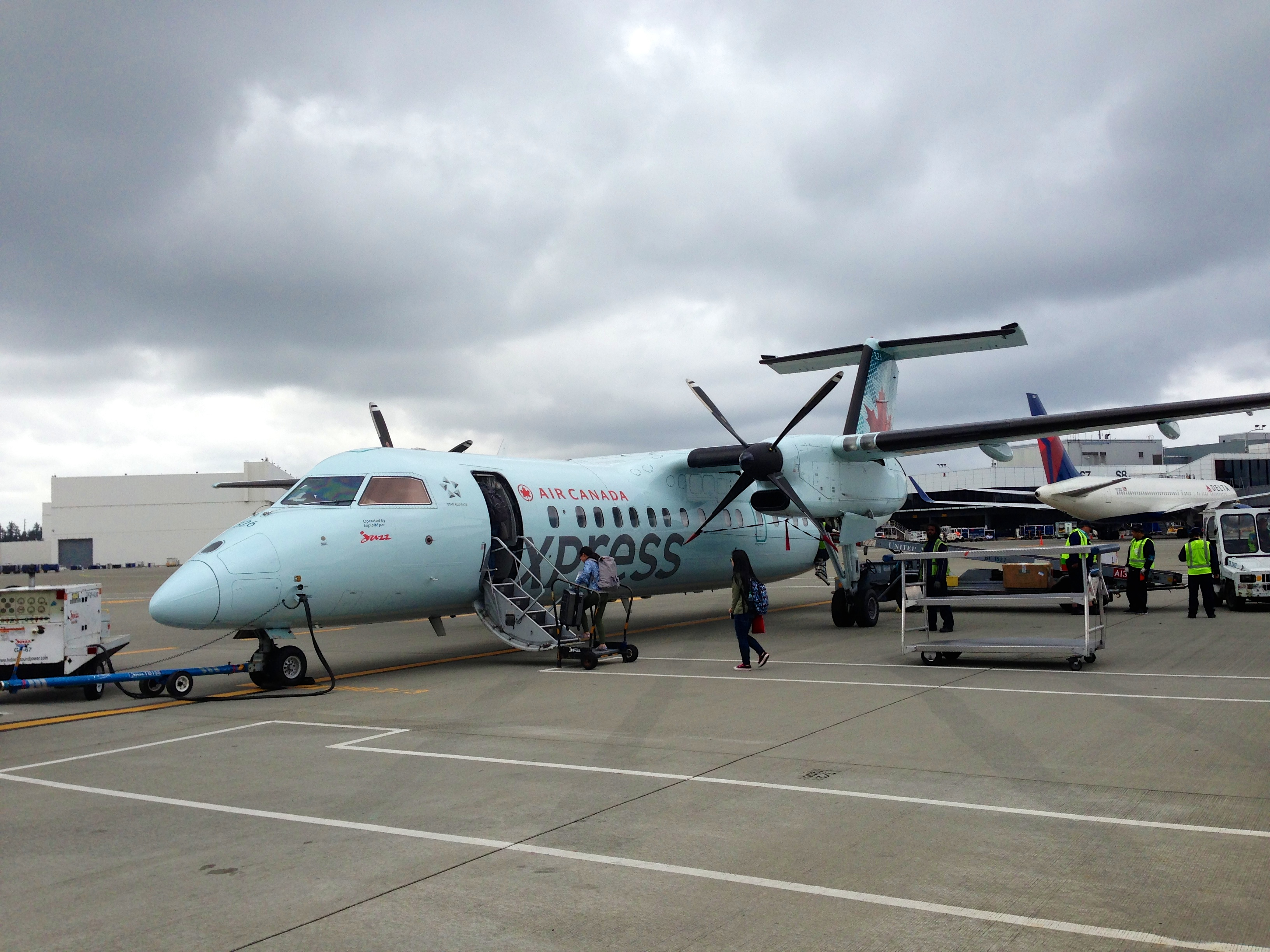
Bombardier Dash 8-300 de Air Canada. A diferencia de la mayoría de los vuelos internacionales que llegan a la Terminal satélite Sur, los vuelos de Vancouver y Toronto han pasado el predespacho de aduana por lo que los pasajeros desembarcan directamente en la terminal principal.

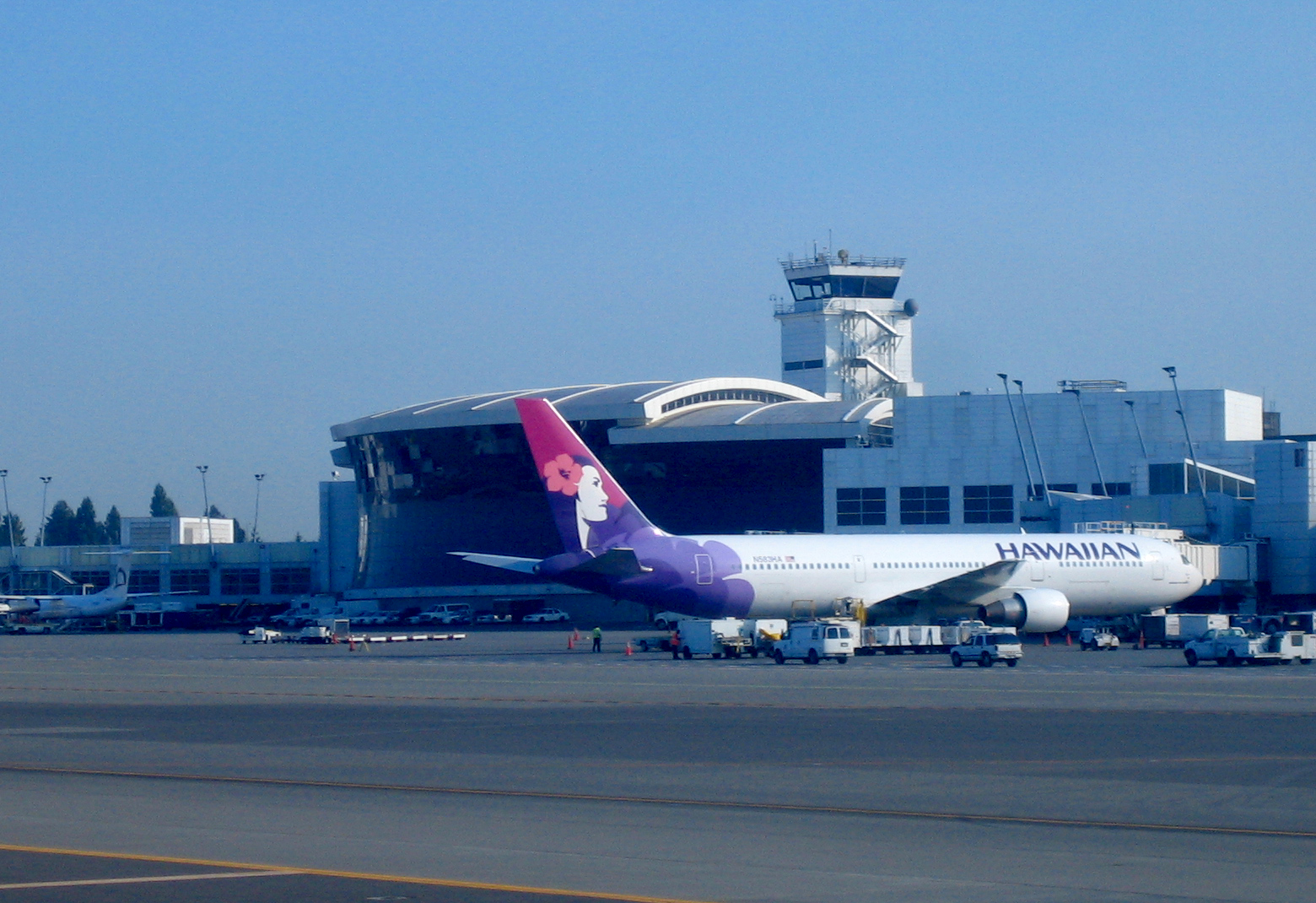
Boeing 767-300ER de Hawaiian Airlines.

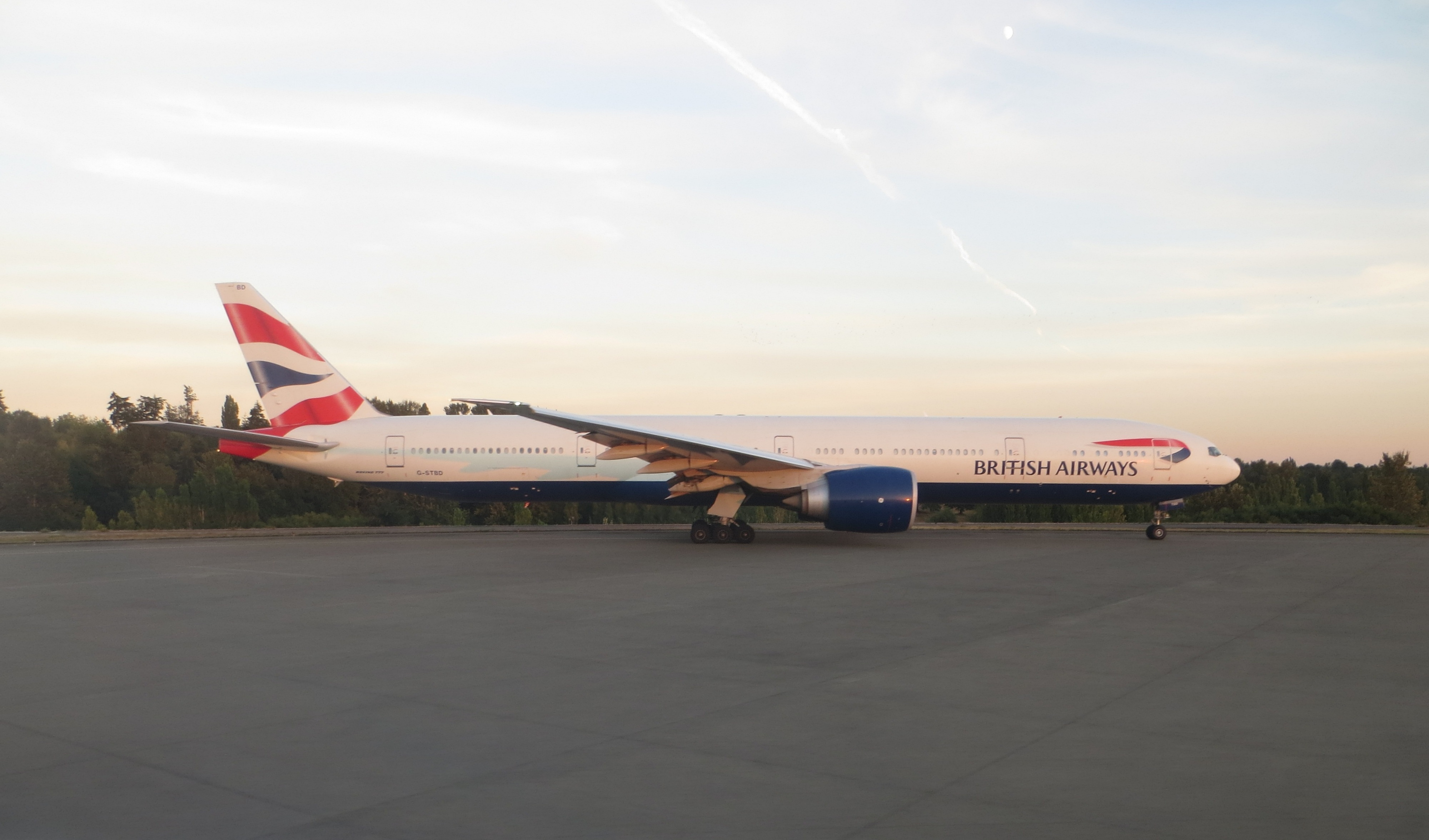
Un Boeing 777-300ER de British Airways esperando su salida a Londres-Heathrow.

### Rutas más transitadas
| Número | Ciudad                    | Pasajeros | Aerolínea                                                                                                |
| ------ | ------------------------- | --------- | --- |
| 1      | Anchorage, Alaska         | 1,015,000 | Alaska Airlines, Delta Air Lines, JetBlue Airways, Sun Country Airlines                                  |
| 2      | Los Ángeles, California   | 983,000   | Alaska Airlines, American Eagle, Delta Air Lines, United Airlines, United Express                        |
| 3      | Las Vegas, Nevada         | 951,000   | Alaska Airlines, Delta Air Lines, Southwest Airlines, Spirit Airlines                                    |
| 4      | Denver, Colorado          | 950,000   | Alaska Airlines, Delta Air Lines, Frontier Airlines, Southwest Airlines, United Airlines, United Express |
| 5      | Phoenix, Arizona          | 945,000   | Alaska Airlines, American Airlines, Delta Air Lines, Southwest Airlines                                  |
| 6      | Dallas, Texas             | 785,000   | Alaska Airlines, American Airlines                                                                       |
| 7      | San Francisco, California | 775,000   | Alaska Airlines, Delta Air Lines, United Airlines, United Express                                        |
| 8      | Chicago, Illinois         | 746,000   | Alaska Airlines, American Airlines, Delta Air Lines, Spirit Airlines, United Airlines                    |
| 9      | San Diego, California     | 620,000   | Alaska Airlines, Delta Air Lines, Southwest Airlines                                                     |
| 10     | Atlanta, Georgia          | 584,000   | Alaska Airlines, Delta Air Lines                                                                         |

| Número | Ciudad                    | Pasajeros | Aerolínea                                                  |
| ------ | ------------------------- | --------- | ---------------------------------------------------------- |
| 1      | Vancouver, Canadá         | 657,620   | Air Canada Express, Alaska Airlines, Delta Connection      |
| 2      | Londres, Reino Unido      | 533,015   | British Airways, Delta Air Lines, Virgin Atlantic          |
| 3      | Seúl, Corea del Sur       | 530,805   | Asiana Airlines, Delta Air Lines, Korean Air               |
| 4      | Taipéi, Taiwán            | 362,735   | China Airlines, Delta Air Lines, EVA Air, StarLux Airlines |
| 5      | París, Francia            | 313,234   | Air France, Air Tahiti Nui, Delta Air Lines                |
| 6      | Ámsterdam, Países Bajos   | 280,605   | Delta Air Lines                                            |
| 7      | Tokio, Japón              | 275,599   | All Nippon Airways, Delta Air Lines                        |
| 8      | Fráncfort, Alemania       | 272,082   | Condor, Lufthansa                                          |
| 9      | Cancún, México            | 252,549   | Alaska Airlines, Delta Air Lines                           |
| 10     | San José del Cabo, México | 228,610   | Alaska Airlines, Delta Air Lines                           |

### Tráfico anual
| Año  | Pasajeros |  | Año  | Pasajeros  |  | Año  | Pasajeros  |  | Año  | Pasajeros  |  | Año  | Pasajeros  |  | Año  | Pasajeros  |
| ---- | --------- |  | ---- | ---------- |  | ---- | ---------- |  | ---- | ---------- |  | ---- | ---------- |  | ---- | ---------- |
| 1966 | 2,822,007 |  | 1976 | 6,806,748  |  | 1986 | 13,642,666 |  | 1996 | 24,324,596 |  | 2006 | 29,996,424 |  | 2016 | 45,736,700 |
| 1967 | 3,853,607 |  | 1977 | 7,332,443  |  | 1987 | 14,445,482 |  | 1997 | 24,730,113 |  | 2007 | 31,295,822 |  | 2017 | 46,934,194 |
| 1968 | 4,434,778 |  | 1978 | 8,367,977  |  | 1988 | 14,495,519 |  | 1998 | 25,863,466 |  | 2008 | 32,196,528 |  | 2018 | 49,849,520 |
| 1969 | 4,804,928 |  | 1979 | 9,820,419  |  | 1989 | 15,241,258 |  | 1999 | 27,705,488 |  | 2009 | 31,227,512 |  | 2019 | 51,829,239 |
| 1970 | 4,653,443 |  | 1980 | 9,194,650  |  | 1990 | 16,240,309 |  | 2000 | 28,408,553 |  | 2010 | 31,553,166 |  | 2020 | 20,061,507 |
| 1971 | 4,697,605 |  | 1981 | 9,117,630  |  | 1991 | 16,313,289 |  | 2001 | 27,036,073 |  | 2011 | 32,823,220 |  | 2021 | 36,154,015 |
| 1972 | 4,788,962 |  | 1982 | 9,278,737  |  | 1992 | 17,962,217 |  | 2002 | 26,738,558 |  | 2012 | 33,223,111 |  | 2022 | 45,964,321 |
| 1973 | 5,205,093 |  | 1983 | 10,141,737 |  | 1993 | 18,800,524 |  | 2003 | 26,799,913 |  | 2013 | 34,826,741 |  | 2023 | 50,877,260 |
| 1974 | 5,772,216 |  | 1984 | 10,476,630 |  | 1994 | 20,972,819 |  | 2004 | 28,804,554 |  | 2014 | 37,498,267 |  | 2024 | 52,640,716 |
| 1975 | 6,112,423 |  | 1985 | 11,466,755 |  | 1995 | 22,773,986 |  | 2005 | 29,289,026 |  | 2015 | 42,340,537 |  | 2025 |            |

## Aeropuertos cercanos
Los aeropuertos más cercanos son:
- Aeropuerto Internacional del Condado de King (9 km)
- Aeropuerto de Seattle Lake Union SPB (20 km)
- Aeropuerto Internacional William R. Fairchild (116km)
- Aeropuerto de Lopez Island (124km)
- Aeropuerto de Friday Harbor (131km)

## Acceso y transporte terrestre
El tren ligero Central Link de Seattle sirve al aeropuerto en la nueva estación SeaTac/Airport, que abrió sus puertas el 19 de diciembre del 2009.
El aeropuerto también es atendido tanto por el sistema de autobuses del condado de King Metro Transit, como por los autobuses expresos regionales de Sound Transit. También hay disponibles taxis, alquiler de coches y servicio de transporte de "puerta a puerta". Todos los servicios de transporte público se encuentran al final de la sala de equipajes, junto a la puerta 00. Los taxis y los servicios de transporte de puerta a puerta se encuentran en el tercer piso del estacionamiento, en el centro de Transporte Terrestre. Yellow Cab tiene el contrato exclusivo de taxis con el Puerto de Seattle para operar en el aeropuerto de Seattle. El contrato de exclusividad para servicios de limusina de alquiler está en manos de STILA (Seattle Tacoma International Limo Association). Shuttle Express es el único servicio de transporte de puerta a puerta que opera en SeaTac, con un servicio que cubre Seattle, Tacoma, Everett y el Eastside. Shuttle Express también ofrece limusinas, towncars, y los autobuses en un contrato de flete. El estacionamiento gratuito para los primeros 30 minutos se quitó desde mediados de los 90.
También hay un servicio regular de autobuses al centro de Vancouver, Canadá, a través de Quick Shuttle, con otras paradas en el centro de Seattle, el Aeropuerto Internacional de Bellingham, justo en la frontera Canadá-Estados Unidos y en el Aeropuerto Internacional de Vancouver.